# ساوستون
ساوستون (به انگلیسی: Sawston) یک روستا و محله مدنی در بریتانیا است که در کمبریج‌شر جنوبی واقع شده‌است. ساوستون ۷٬۱۴۵ نفر جمعیت دارد.